# دو وو
هان جونگ یون (کره‌ای: 한종영؛ زادهٔ) که به‌طور حرفه‌ای با نام دو وو (کره‌ای: 도우) شناخته می‌شود، بازیگر اهل کره جنوبی است. او بیشتر به خاطر ایفای نقش در گپ سون ما (۲۰۱۶) و بازرس ارشد ۱۹۵۸ (۲۰۲۴) شناخته می‌شود.

## فیلم‌شناسی

### مجموعه تلویزیونی
| سال       | عنوان               | نقش          | توضیحات | منابع         |
| --------- | ------------------- | ------------ | ------- | ------------- |
| ۲۰۱۴–۲۰۱۵ | عشق پرهیزگار        | چوی دوک به   |         | [ ۲ ]         |
| ۲۰۱۵      | گریهٔ زن             | کانگ یون سو  |         | [ ۳ ] [ ۴ ]   |
| ۲۰۱۶      | مدرسه موریم         | دونگ گو      |         | [ ۵ ]         |
| ۲۰۱۶–۲۰۱۷ | گپ سون ما           | چوی ها سو    |         | [ ۶ ] [ ۷ ]   |
| ۲۰۲۲      | ام عزیز             | چوی ته جین   |         | [ ۸ ]         |
| ۲۰۲۳      | داستان عشق ناخواسته | کیم دونگ هی  |         | [ ۹ ] [ ۱۰ ]  |
| ۲۰۲۴      | بازرس ارشد ۱۹۵۸     | نام سونگ هون |         | [ ۱۱ ] [ ۱۲ ] |